# Bauwerksnummer

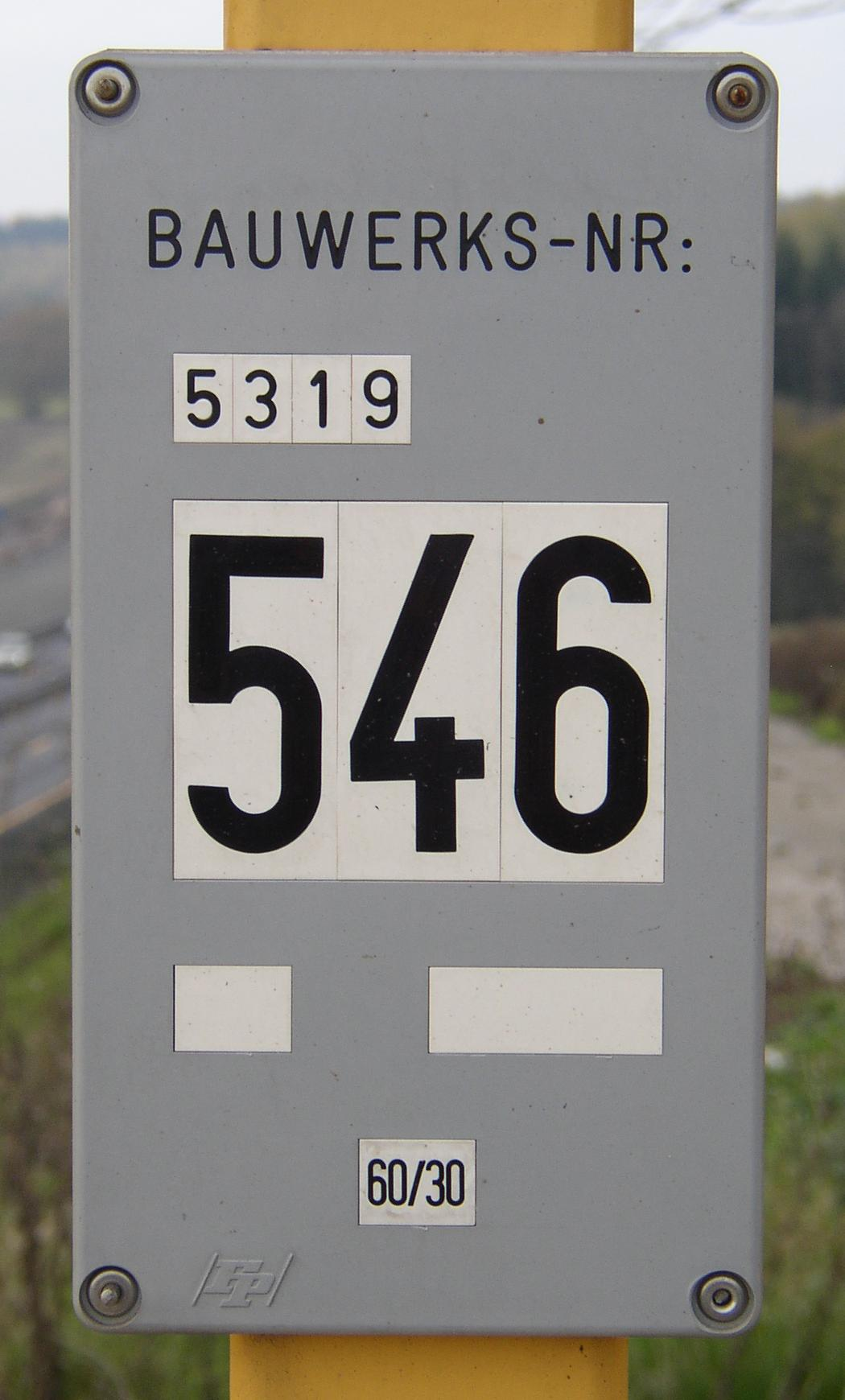
Bauwerksnummer einer Brücke über die A 5

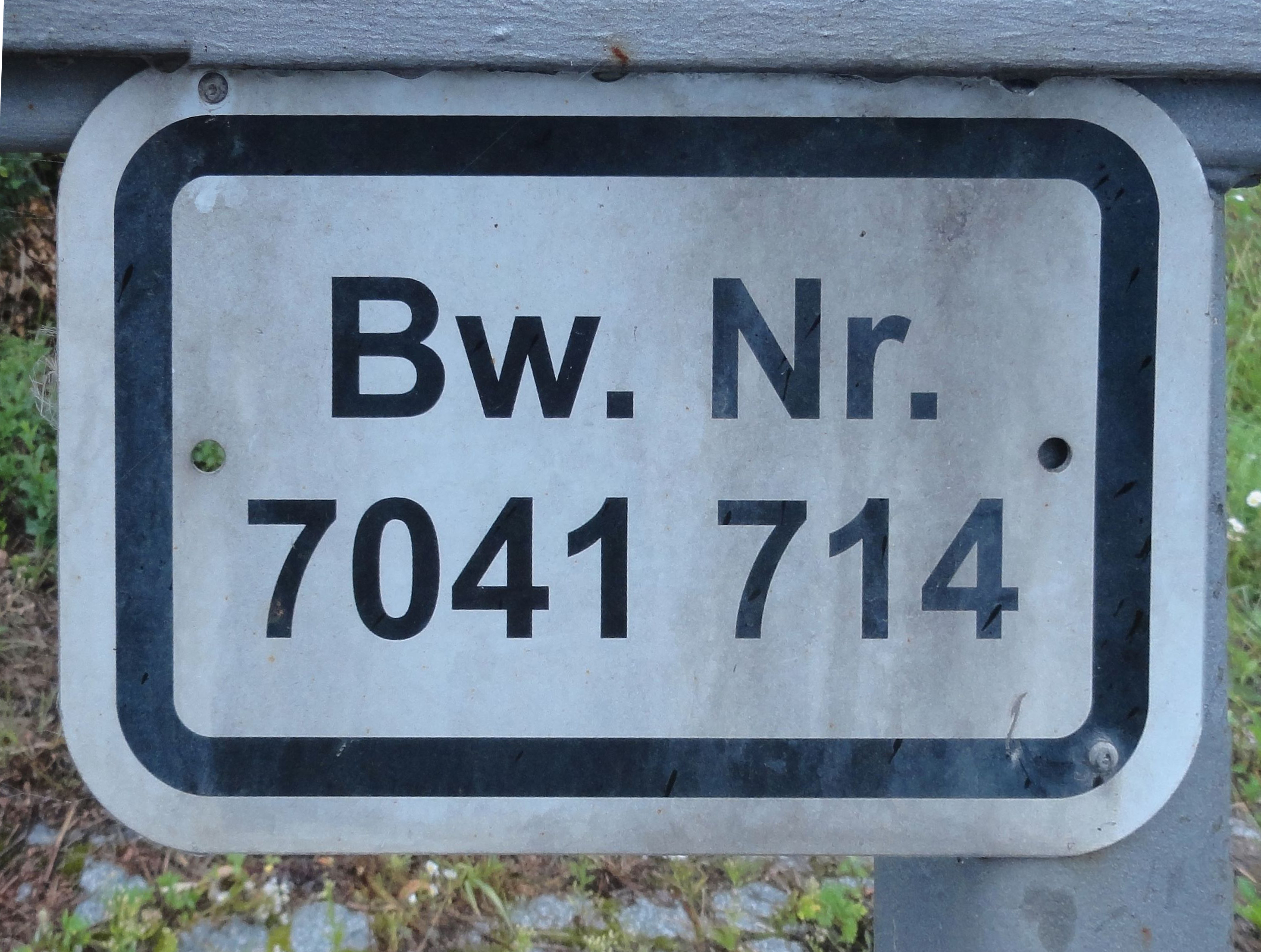
Bauwerksnummer an einer Brücke in Niederbayern

Die Bauwerksnummer dient der eindeutigen Bezeichnung eines Bauwerks und wird als Primärschlüssel in Datenbanken eingesetzt.
Bauwerksnummern werden in Verwaltungen oder Unternehmen eingesetzt, die mehrere Bauwerke verwalten. Beispiele sind Bauwerksnummern in der Straßenbauverwaltung, in kommunalen Bauverwaltungen oder Mastnummern für Freileitungsmasten. Der Aufbau der Bauwerksnummern ist abhängig vom Einsatzbereich.

## Deutschland
Für den Straßenverkehr genutzte Bauwerke der Länder oder des Bundes in Deutschland werden mit Bauwerksnummern in vorgegebener Struktur gekennzeichnet. Sie ist siebenstellig und setzt sich aus der Kartenblattnummer der Topographischen Karte im Maßstab 1:25.000 (TK 25), innerhalb derer sich das Bauwerk befindet, und einer fortlaufenden dreistelligen Nummer zusammen. Liegt das Bauwerk genau auf der Grenze zweier Blätter der TK 25, so wird es der angrenzenden Karte mit der niedrigeren Nummer zugeordnet. Die Vergabe der Bauwerksnummern wird in der ASB-ING, Ausgabe 2008, Teil A, Punkt 1.1, geregelt.
Die bei der Deutschen Bahn verwendeten Bauwerksnummern (Anlagenummer) sind achtstellig.
Auch für Windenergieanlagen (WEA) existieren Bauwerksnummern. Diese sollen Rettungsdiensten, Wartungsdiensten im Notfall die schnelle und eindeutige Identifikation der Windenergieanlage ermöglichen. Die Nummern werden in der WEA-NIS Datenbank verwaltet.

## Andere Länder
In vielen Ländern gibt es Nummernsysteme für Brückenbauwerke an Straßen (Brückennummer).
In der Tschechoslowakei gab es ein System der einheitlichen Nummerierung der Brücken auf den Straßen I. bis III. Klasse und Autobahnen. Die Brückennummer besteht aus der Straßennummer, gefolgt von der Seriennummer der Brücke nach dem Bindestrich. Für Brücken auf Ortsstraßen haben die einzelnen Gemeinden eigene Nummernsysteme. Private Brücken sind nicht im Nummerierungssystem enthalten. In der Tschechischen Republik wird dieses System beibehalten, die Slowakei führt seit 2013 für neue Brücken eine neue Art der Kennung ein, die aus dem Buchstaben M (most = Brücke) gefolgt von einer Seriennummer besteht. In der Vergangenheit wurden auch Straßenfähren und Furten in dieses Nummerierungssystem einbezogen, aber derzeit  ist keine Fähre oder Furt Teil des Straßennetzes.
Brücken über Kanäle sind in einigen Ländern mit Seriennummern entsprechend ihrer Position auf dem Kanal gekennzeichnet.